# Liolaemus fitzingerii
Liolaemus fitzingerii är en ödleart som beskrevs av  Duméril och BIBRON 1837. Liolaemus fitzingerii ingår i släktet Liolaemus och familjen Tropiduridae. IUCN kategoriserar arten globalt som livskraftig. Inga underarter finns listade i Catalogue of Life.